# Минчин, Тим
Тимоти Дэвид Минчин (англ. Timothy David Minchin), более известный как Тим Минчин (род. 7 октября 1975, Нортгемптон, Великобритания) — австралийский актёр, комик и музыкант британского происхождения.

## Биография
Тим Минчин родился в Нортгемптоне в 1975 году. Его детство прошло в Перте (Западная Австралия), где он учился в Христианской средней школе. Играть на фортепиано начал с восьми лет, но бросил через три года, потому что перестало нравиться. Интерес к инструменту вернулся, когда он вместе с братом Дэном Минчином, гитаристом, стал сочинять музыку. Сам себя он характеризует как «пианиста-работягу: „чем больше упражнений, тем лучше получается“». Минчин окончил Университет Западной Австралии в 1995 году, и в 1998 году получил диплом современного музыканта в Западно-Австралийской академии Искусств.
С 2013 по 2017 годы музыкант жил в Лос-Анджелесе со своей женой Сарой, с которой знаком с 17 лет и на которой он женился в 2001 году. У них есть дочь Вайолет (род. 24 ноября 2006) и сын Каспар (род. 3 июля 2009). Образ семьи находит отражение в творчестве Минчина. В декабре 2017 года он с семьей окончательно вернулся в Австралию из Лос-Анджелеса и в настоящее время живёт в Сиднее.

## Карьера
После получения диплома в 1998 году, Минчин начал писать музыку для документальных фильмов и театральных постановок. В 2002 году он написал мюзикл «Pop» и сыграл в нём роль в театре Blue Room Theatre в Перте. Выпустил CD под названием «Sit» со своей группой «Timmy the Dog» в 2001 году, но особого успеха он не имел. В 2002 году, имея в резюме всего одну роль в качестве профессионального актёра, он переехал в Мельбурн в поисках работы. Минчин старался изо всех сил, но год не мог найти себе агента, и предложения новых ролей также не поступали. Хотя некоторые музыкальные студии дали весьма позитивные отзывы, они не были уверены, как такая музыка — смесь сатирических композиций и более серьёзных поп-песен — будет продаваться. Минчин решил соединить весь имевшийся комедийный материал в одно шоу, чтобы «снять с души груз комедии», перед тем как перейти к более серьёзной музыке.
Минчин говорит, что пришёл в комедийный жанр «наивным», не видев ни одного живого комедийного выступления. Его шоу «Darkside» («Тёмная сторона») (подготовленное совместно с компанией Laughing Stock Productions) снискало успех у критиков на Международном фестивале юмора в Мельбурне в 2005 г., где он получил приз организаторов фестиваля (Festival Directors' Award) и привлёк внимание Карен Корен — менеджера известной площадки Gilded Balloon. Корен поддержала показ шоу на Edinburgh Festival Fringe (один из самых крупных международных фестивалей, проходящий в Эдинбурге), где Минчин был удостоен награды за лучшее комедийное выступление среди новичков (Perrier Comedy Award for Best Newcomer). Его шоу 2006 года, «So Rock», было номинировано на высший приз Международного фестиваля юмора в Мельбурне, Barry Award, и в 2007 году ему была присуждена награда «Лучшему альтернативному комику» на Фестивале искусства комедии в США (англ. Best Alternative Comedian at the HBO US Comedy Arts Festival).
Шоу «So Rock» и «Darkside» были выпущены на CD, а в 2007 году вышел DVD, названый «So Live», включавший в себя живую запись из студии Сиднейского оперного театра с материалами из двух предыдущих шоу. Вслед за австралийским сборником, вышел и британский под названием So F**king Live (в 2008 году). В него вошёл тот же материал, что и в So Live. Документальный фильм о Минчине «Rock N Roll Nerd» (режиссёр Риан Скирвинг) был снят в 2008 году и вышел на экраны в 2009 году.

### Ready For This?
В августе 2008 года Минчин выступил в своём третьем шоу «Ready For This?» на фестивале в Эдинбурге и затем отправился гастролировать с этой программой по Великобритании. Во время пребывания в Эдинбурге он пожертвовал средства газете «The Guardian», несмотря на то, что в его программе была песня с критикой «The Guardian», которая однажды дала нелестный отзыв о его шоу.
Запись этого шоу, происходившего в «Queen Elizabeth Hall» в Лондоне, была выпущена отдельным альбомом для iTunes 20 июля 2009 года. Австралийская запись была выпущена на DVD, в Австралии 9 сентября 2009 года; британский релиз альбома пришёлся только на вторую половину 2010 года.
В декабре 2009 года песня «White Wine In The Sun» была доступна к скачиванию. Фанаты Минчина начали акцию по продвижению этой праздничной песни на верхушку музыкальных чартов. Пользователи Facebook и Twitter тоже присоединились к этому движению. Поклонники постоянно заказывали диджеям эту композицию. Позже стало известно, что 50 % декабрьской выручки от проигрывания песни было пожертвовано в фонд Национального аутистического сообщества (англ. The National Autistic Society).
Многие заявки были отклонены ввиду большой шумихи вокруг противостояния Rage Against The Machine и Joe McElderry, но Минчин был благодарен фанатам за поддержку.
В конце 2009 года стало известно, что одно из популярных произведений Минчина, Storm, будет выпущено в виде анимационного фильма в 2010 году. Короткий трейлер вышел 8 января 2010 года.
Последний раз Минчин представил публике шоу «Ready For This?», 27 февраля 2010 года, в Сиднее. Также, в марте того же года он принял участие и в «The Big Libel Gig», выражая свой протест некоторым дискредитирующим английским законам, выступая вместе с другими звёздами Дара О Бриэн, Marcus Brigstocke, Shappi Khorsandi, Робин Инс и Эд Бирн. В июле выступил на фестивале «Camp Bestival».
Минчин позировал для выигравшего «Archibald Prize» (самый крупный в Австралии конкурс художников-портретистов) Сэма Лича.

### Тим Минчин и The Heritage Orchestra
Минчин принялся за новый тур, стартовавший в Бирмингеме в четверг 8 декабря 2010 года. Выступления отличались от предыдущих, номера были переработаны, для исполнения с симфоническим оркестром Heritage Orchestra. В шоу был представлен как старый, так и новый материал, появились новые песни на старые темы религии и рационализма. Минчин задался целью вовлечь оркестр в представление, чтобы создать комедийное шоу, которое не «провалилось бы» на площадках. Тур прокатился по Великобритании и Австралии. Была сделана концертная запись в Альберт-холл и позднее выпущена на DVD.

### Телевидение и радио
Тим Минчин появлялся в радиоэфирах и телесериалах, включая «Never Mind the Buzzcocks» канала BBC (4 раза), «BBC Radio 4’s Mark Watson Makes the World Substantially Better» (в первых сериях) и дважды в специальных выпусках «BBC Radio 2» в Британии. Снимался в «Spicks and Specks» и «The Sideshow» телеканала ABC в Австралии. Он участвовал также в австралийских шоу «Good News Week» (февраль 2010) и в «Talkin' 'Bout Your Generation» (март 2010).
В ТВ-шоу он часто исполняет свои песни, вроде той, что прозвучала в «Friday Night With Jonathan Ross» в октябре и июле 2009 года. Он исполнил «Five Poofs And Two Pianos», написанную специально для шоу. Эта песня-пародия на группу «4 Poofs and a Piano», постоянно играющую в шоу. Минчин также появлялся в качестве специального гостя в 2009 году на «The Big Fat Quiz of the Year», выступив с песней, написанной специально для этого шоу, «It’s Like 1984», в качестве подсказки к вопросу о «Google Street View».
Большая часть шоу была выпущена на DVD и под названием «So F**king Rock Live» и было показано несколько раз на «British TV channel E4», первый раз 23 июля 2009 года. Было оно повторено и под конец 2010 года.
Сейчас он сочиняет ситуативные комедийные скетчи («Strings») для BBC Radio 2. Пробы проходили в мае 2010 года. Тим исполнил роль певца рок-группы по имени Джонни, который покидает Австралию, чтобы обосноваться в Соединенном Королевстве.
В 2013 году на телеканале Showtime вышел 6 сезон сериала Californication, где Тим Минчин сыграл роль Аттикуса Фетча. Его персонаж является полной противоположностью Тима в жизни. По словам Минчина, именно такой образ он высмеивал в своих песнях. В этом сериале помимо роли Аттикуса Фетча, Тим сыграл ещё и роль распятого Христа.
Популярность Тиму Минчину также принесла одна из главных ролей в созданном им сериале «Пианино», где он сыграл гастролирующего по Австралии пианиста, Лаки Флинна. Лаки — типичный неудачник, с кучей проблем и пианино, которое он возит с собой по стране. Но его взгляд на жизнь меняет Мэг, девушка-подросток, которую он встречает в дороге. Трогательный мини-сериал вышел в 2019 году и получил положительные оценки критиков.

### Работы в театре
Тим Минчин появлялся в различных театральных постановках, но в основном в массовках. Его последняя работа в театре над драматической постановкой проходила в 2006 году (Perth Theatre Company production). Минчин сыграл главную роль в постановке о гибели великого Моцарта от рук завистника. Он работал на The Australian Shakespeare Company («Двенадцатая ночь»), the Black Swan Theatre Company («Одна судьба», в роли Кози). Дважды участвовал в постановке мюзикла «Иисус Христос — суперзвезда», исполнив роли Иуды и Понтия Пилата. Появлялся в эпизодических ролях на телевидении («ABC telemovie Loot»).
Минчин сыграл роль Тома в семейной драме «Two Fists, One Heart», которая вышла на экраны 19 марта 2009 года. Он же написал песню «Drowned» для саундтрека к этому фильму.
Тим также является автором музыки и текстов песен к одноимённому музыкальному спектаклю «Матильда» по детской книге английского автора Роальда Даля «Матильда». Мюзикл создан при участии Денниса Келли (автора диалогов) и «Royal Shakespeare Company», премьера состоялась в Стратфорде-на-Эйвоне в «The Courtyard Theatre» и шла с 9 ноября 2010 по 30 января 2011 года.
В 2012 году Universal Pictures и The Really Useful Group представили новую постановку классической рок-оперы «Иисус Христос — суперзвезда: Live Arena Tour». Роль Иуды сыграл Тим Минчин. Кроме Тима в мюзикле также сыграли: Мелани Си, Бен Форстер и Крис Мойлз. Режиссёр — Лоуренс Коннор.

## Комедийные песни
Минчин описывает своё творчество как «смешное кабаре-шоу» и видит себя в первую очередь музыкантом и автором песен, а не комиком; его песни, по его словам, «так получается, что веселят». Он обосновал смешение музыки и сатиры в одном из интервью: «Я хороший музыкант для комика и хороший комик для музыканта, но если заниматься чем-то одним, не знаю, насколько хорошо это получится».
Необычный сценический образ Минчина берет своё начало в его театральном прошлом. На своих шоу он обычно предстаёт босым, с торчащими волосами, сильно подведенными глазами, удачно сочетая этот образ с накрахмаленной сорочкой, фраком и огромным роялем. Как говорит сам актёр, он не любит надевать обувь на своих представлениях, так ему намного комфортнее. Для него важно подчеркивать глаза, так как играя на фортепиано нет возможности жестикулировать руками, и приходится целиком полагаться на мимику, а макияж помогает публике лучше видеть черты лица артиста. Про свой образ Минчин говорит: 

Мой образ — издёвка над собственной претензией на то, чтоб быть «иконой». Издёвка над смехотворным и совершенно нереалистичным желанием стать «иконой».
 Эксцентричный внешний вид Минчина в какой-то степени показывает, что его владелец не вполне принадлежит этому миру, и это позволяет ему делать со сцены скандальные заявления, «не раздражая (почти) никого».
Шоу, в основном, состоят из сатирических песен и стихов Минчина, тематика которых простирается от социальной сатиры до надувных кукол, секс-фетиша и его несбывшейся мечты о карьере рок-звезды. Музыкальные композиции объединены авторскими монологами, короткими шутками и импровизациями с залом. Несколько его песен затрагивают тему религии, предмет, которым Минчин — атеист и поклонник Ричарда Докинза — «немного одержим». Он считает, что религия, имеющая огромную силу и влияние в мире, не должна быть запретной темой для сатиры. Больше всего он любит исполнять песню «Peace Anthem for Palestine» («Песнь мира для Палестины»), которая отражает его отношение к религиозным конфликтам. В октябре 2010 года он был удостоен звания Почётного члена Британской гуманистической ассоциации. Его комедийные зарисовки также весьма широко затрагивают разного рода табу. Яркий пример — песня «Prejudice» («Предубеждение»), высмеивающая силу, которой порой наделяют обычное слово.

## Дискография
- Sit (вместе с Timmy the Dog) (2001)
- Darkside (2005)
- So Rock (2006)
- Ready for This? (2009)
- Live at the O2 (2010)
- Tim Minchin and The Heritage Orchestra (2011)
- So Fucking Rock (адаптация DVD 2008 So Fucking Rock Live) (2013)

## Фильмография
| Год       |     | Русское название                             | Оригинальное название                   | Роль             |
| --------- | --- | -------------------------------------------- | --------------------------------------- | ---------------- |
| 2008      | ф   | Два кулака, одно сердце                      | Two Fists, One Heart                    | Том              |
| 2010      | мф  | Потеря                                       | The Lost Thing                          | рассказчик       |
| 2011      | кор | Шторм                                        | Storm                                   | рассказчик       |
| 2012      | в   | Иисус Христос — суперзвезда: Live Arena Tour | Jesus Christ Superstar: Live Arena Tour | Иуда             |
| 2013      | с   | Блудливая Калифорния                         | Californication                         | Аттикус Фетч     |
| 2015      | с   | Тайная река                                  | The Secret River                        | Смэшер           |
| 2015      | с   | Ничего не происходит                         | No Activity                             | Джейкоб          |
| 2018      | с   | —                                            | Squinters                               | Пол              |
| 2018      | ф   | Робин Гуд: Начало                            | Robin Hood                              | монах Тук        |
| 2018      | с   | —                                            | Orange is the New Brown                 | разные персонажи |
| 2018—2019 | с   | Пианино                                      | Upright                                 | Лаки Флинн       |